# Marija Filippowa
Marija Filippowa (russisch Мария Филиппова) ist eine russische Bogenbiathletin.
Marija Filippowa gewann ihre erste internationale Medaille, als sie bei den Weltmeisterschaften 1999 in Bessans mit Jelena Safarowa und Tatjana Rowinskaja hinter der Vertretung aus Italien im Staffelrennen die Silbermedaille gewann. Zwei Jahre später gewann sie in Kubalonka mit Olga Koslowa und Jekaterina Lugowkina ihren ersten Titel im Staffelrennen. Erfolgreich war sie auch bei den Europameisterschaften des Jahres und gewann den Titel im Sprint sowie in derselben Zusammensetzung wie bei der WM mit der Staffel. Im Verfolgungsrennen musste sich Filippowa nur Koslowa geschlagen geben. Gemeinsam mit Koslowa war sie erfolgreichste Teilnehmerin an den kontinentalen Titelkämpfen. 2002 gewann sie mit Koslowa und Lugowkina erneut den Titel im Staffelrennen und wurde zudem hinter Koslowa Zweite im Sprint und hinter Koslowa und Nadia Peyrot Dritte im Verfolgungsrennen.